# Kenza Chapelle
Kenza Chapelle (arabisch كنزة شابيل, DMG Kanza Šābīl; * 22. August 2002 in Montreuil) ist eine französisch-marokkanische Fußballspielerin. Seit 2023 spielt sie für Racing Strasbourg, mit dem sie 2024 in die Première Ligue aufstieg.

## Karriere

### Verein
Von VGA Saint-Maur wechselte Chapelle zur Saison 2020/21 zum FC Fleury, wo sie bis zum Ende der Spielzeit aktiv war. Zur darauffolgenden Saison wechselte sie zum FC Nantes. Seit der Spielzeit 2023/24 tritt sie für Racing Strasbourg an, mit dessen Frauen sie am Ende der Saison in die Division 1 Féminine aufstieg.

### Nationalmannschaft
Mit der französischen U17 nahm sie an der Qualifikation zur Europameisterschaft 2019 teil, ebenso wurde sie bei der U19 an der Qualifikation zur Europameisterschaft 2020 einige Mal eingesetzt. In beiden Fällen gehörte sie anschließend nicht zum Turnierkader. Mit der als U20-Auswahl fungierenden Mannschaft war sie noch beim Sud Ladies Cup im Jahr 2022 aktiv.
Danach wechselte sie den Verband und debütierte für die marokkanische A-Nationalmannschaft am 1. Juli 2023 bei einem 0:0-Freundschaftsspiel gegen Italien. Hier stand sie in der Startelf und wurde zur zweiten Halbzeit für Anissa Lahmari ausgewechselt.
Am 11. Juli 2023 wurde sie für den Kader der Weltmeisterschaft 2023 nominiert.